# Briggs Peak
Der Briggs Peak ist ein 1120 m (nach Angaben des UK Antarctic Place-Names Committee nur 340 m) hoher, kegelförmiger und isolierter Berg an der Fallières-Küste des Grahamlands auf der Antarktischen Halbinsel. Er ragt auf der Nordostseite des Wordie-Schelfeises auf.
Teilnehmer der British Graham Land Expedition (1934–1937) unter der Leitung des australischen Polarforschers John Rymill nahmen zwischen 1936 und 1937 eine erste grobe Vermessung vor. Luftaufnahmen und Trimetrogonvermessungen erfolgten im November 1947 bei der US-amerikanischen Ronne Antarctic Research Expedition (1947–1948). Der Falklands Islands Dependencies Survey nahm 1949 und 1958 Vermessungen am Boden vor. Das UK Antarctic Place-Names Committee benannte den Berg am 31. August 1962 nach dem englischen Mathematiker Henry Briggs (1556–1630), der gemeinsam mit John Napier um 1614 Logarithmen in der Mathematik etablierte.